# Poniklec
Poniklec pramení na svahu hory Podbělka v pohoří Králický Sněžník, ve výšce asi 1170 m n. m. Teče strmou roklí dolů a přibírá několik dalších zdrojnic. V dolní části svahů, po poklesu o několik set metrů se dostává do oblasti s výstupy mramorů a vytváří zde ponory. Napájí tak známou vyvěračku Mléčný pramen. Mléčný pramen je však o údolí jižněji v rokli Kamenitého potoka, voda z potoka Poniklec se sem dostává soustavou asi 1,5 km dlouhých jeskyní. Nakonec se potok Poniklec zleva vlévá do Moravy v nadmořské výšce asi 755 m n. m. Délka povrchového toku je asi 2 km.